# Caapiranga
Caapiranga là một đô thị thuộc bang Amazonas, Brasil. Đô thị này có diện tích 9456,58 km², dân số năm 2007 là 10242 người, mật độ 1,08 người/km².